# آنا بامفورد
آنا بامفورد (بالإنجليزية: Anna Bamford)‏ هي ممثلة أسترالية، ولدت في 19 سبتمبر 1989 في أستراليا.

## وصلات خارجية
- آنا بامفورد على موقع IMDb (الإنجليزية)
- آنا بامفورد على موقع قاعدة بيانات الفيلم (الإنجليزية)